# Джек Вагнер
Пітер Джон «Джек» Вагнер (англ. Peter John Wagner II; нар. 3 жовтня 1959, Вашингтон, Франклін, штат Міссурі, США) — американський актор мильних опер, а також автор-виконавець і гітарист.
Вагнер добре відомий завдяки своїм ролям у мильних операх, як у денних, так і прайм-тайм серіалах. Він здобув популярність завдяки ролі співака Фріско Джонса в мильній опері «Загальна лікарня», і в той же період випустив сингл «All I Need», який у 1985 році досяг другої позиції в чарті Billboard Hot 100. Відтоді він випустив п'ять студійних альбомів, але, в основному, знімався у мильних операх.
Вагнер став досить популярним завдяки ролі лікаря Пітера Бернса в прайм-тайм мильній опері «Район Мелроуз», де він знімався із Гізер Локлір з 1994 по 1999 рік. Уже після завершення серіалу, в 2007 році, у пресі було оголошено про роман акторів, а в 2011 році вони побралися. Раніше він був одружений з актрисою денних мильних опер Христиною Вагнер, своєю колегою по «Загальній лікарні». Із Гізер Локлір Вагнер розлучився в лютому 2012 року, коли вона в черговий раз була госпіталізована через передозування алкоголю й наркотиків.
Після «Район Мелроуз», Вагнер знявся в прайм-тайм мильній опері «Титани», а після повернувся в денний ефір з роллю Ніка Мароне в «Зухвалі і красиві». На початку 2013 року, Вагнер повернувся в «Загальну лікарню» на регулярній основі.
На додаток до ролей у мильних операх, Вагнер знявся у кількох зроблених для телебачення фільмах аналогічної тематики, а також був гостем у серіалах «Дотик ангела», «Монк», «Красуні в Клівленді» і «Касл». У 2014 році він почав зніматися в серіалі «Коли кличе серце».

## Фільмографія
| Рік       |    | Українська назва                     | Оригінальна назва                             | Роль                                         |
| --------- | -- | ------------------------------------ | --------------------------------------------- | -------------------------------------------- |
| 2022      | тф | Незабутнє Різдво                     | Falling for Christmas                         | Борегард Бельмонт                            |
| 2014—2019 | с  | Коли кличе серце                     | When Calls the Heart                          | Білл Ейвері                                  |
| 2018      | тф |                                      | Wedding March 4: Something Old, Something New | Мік Тернер                                   |
| 2018      | тф |                                      | Wedding March 3: Here Comes the Bride         | Мік Тернер                                   |
| 2017      | тф |                                      | Wedding March 2: Resorting to Love            | Мік Тернер                                   |
| 2017      | тф |                                      | Love on the Vines                             | Грант Ґеррітсон                              |
| 2016      | тф |                                      | The Wedding March                             | Мік Тернер                                   |
| 2015      | с  | Рей Донован                          | Ray Donovan                                   | Сенді Патрік (1 епізод)                      |
| 2014      | с  | Серцеїдки                            | Heartbreakers (міні-серіал)                   | Девід Лав                                    |
| 2014      | тф |                                      | My Gal Sunday                                 | Денні О'Браєн                                |
| 2011—2013 | с  | Красуні в Клівленді                  | Hot in Cleveland                              | лікар Аарон Еверет (2 епізоди)               |
| 2013      | с  | Теле-тато у відставці                | See Dad Run                                   | Скутер Салліван (1 епізод)                   |
| 1983—2013 | с  | Загальна лікарня                     | General Hospital                              | Фріско Джонс (164 епізоди)                   |
| 2013      | с  | Касл                                 | Castle                                        | Біллі Пайпер (1 епізод)                      |
| 2003—2012 | с  | Зухвалі і красиві                    | The Bold and the Beautiful                    | Домінік Пейн / Домінік Мароне (1334 епізоди) |
| 2009      | с  | Монк                                 | Monk                                          | Перрі Волш (1 епізод)                        |
| 2003      | ф  |                                      | Cupid's Prey                                  | Джеремі Ветертон                             |
| 2003      | тф |                                      | Ghost Dog: A Detective Tail                   | Кайл Колдвелл                                |
| 2002      | тф |                                      | Trapped: Buried Alive                         | Майкл Купер                                  |
| 2000—2001 | с  | Титани (вебсеріал)                   | Titans                                        | Джек Вільямс (9 епізодів)                    |
| 2000      | ф  |                                      | Artificial Lies                               | доктор Пітер Рекслер                         |
| 2000      | тф |                                      | Nowhere to Land                               | капітан Джон Прескот                         |
| 1994—1999 | с  | Район Мелроуз                        | Melrose Place                                 | лікар Пітер Бернс (139 серій)                |
| 1999      | с  | Дотик янгола                         | Touched by an Angel                           | Барт Евінг (1 епізод)                        |
| 1998      | тф |                                      | Dirty Little Secret                           | Джек Реймер                                  |
| 1997      | с  | Любов і таємниці Сансет Біч          | Sunset Beach                                  | Жак Дюмон / Ліам (3 епізоди)                 |
| 1997      | с  | Лоїс і Кларк: Нові пригоди Супермена | Lois & Clark: The New Adventures of Superman  | Ренді Ґуд (1 епізод)                         |
| 1997      | с  | Сабріна — юна відьма                 | Sabrina, the Teenage Witch                    | камео (1 епізод)                             |
| 1997      | тф |                                      | Echo                                          | Макс Джордан / Стівен Джордан                |
| 1996      | тф |                                      | Frequent Flyer                                | Нік Ролінгз                                  |
| 1995      | тф |                                      | Lady Killer                                   | доктор Елліман                               |
| 1995      | с  | Сирени (1993—1995)                   | Sirens                                        | Джек (1 епізод)                              |
| 1995      | тф |                                      | Trapped in Space                              | Макніл                                       |
| 1991—1993 | с  | Санта-Барбара                        | Santa Barbara                                 | Воррен Локрідж (218 епізодів)                |
| 1990      | ф  |                                      | Play Murder for Me                            | Пол Слейтер                                  |
| 1989      | тф |                                      | Swimsuit                                      | Гарт Чедвей                                  |
| 1988      | тф |                                      | Moving Target                                 | Тім Саткліфф                                 |
| 1985      | кф |                                      | Jack Wagner: All I Need, Live (відеофільм)    | камео                                        |
| 1983      | с  | Люблячі друзі та ідеальні пари       | Loving Friends and Perfect Couples            | 1 епізод                                     |
| 1983      | с  | Тиха пристань                        | Knots Landing                                 | техпідтримка (2 епізоди)                     |
| 1982      | с  | Новий день в раю                     | A New Day in Eden                             | Клінт Мастерсон (1 епізод)                   |